# Fdb.pl
Fdb.pl یک پایگاه داده اینترنتی لهستانی است که در گذشته IMDb.pl نام داشت و اختصاص به فیلم‌ها و اهالی سینما دارد. این وبگاه تا تاریخ ۲۸ مارس ۲۰۱۵، اطلاعات جامعی در مورد ۳۱۸٬۰۶۲ فیلم و ۱۴٬۱۵۲ مجموعهٔ تلویزیونی داشت.